# Tamboerijn (band)
Tamboerijn is een Nederlandstalige groep uit Turnhout en Antwerpen.
De groep werd in 1968 opgericht door Jan, Kris en Swa. Ze speelden voorheen al in schoolbands, maar deze vielen uiteen.
De stijl van de band lijkt op Leonard Cohen, Bob Dylan en Boudewijn de Groot, ze maken een mengeling van folk en kleinkunst. Al snel na de oprichting kreeg de band airplay op de radio dankzij Jos Ghysen.
Het duurde lang voordat de platenmaatschappijen geïnteresseerd raakten in de band. Toen ze eenmaal een contract hadden, namen ze hun eerste single op: Waar is de vader/Liedje voor de massa. Op de radio werd eigenlijk alleen de B-kant gedraaid, dit werd in 1972 dan ook een hit. In 1973 kwam er een tweede single en een album.
Na een onderbreking van 28 jaar kwam de band in 2002 met een comeback, als gevolg van een cover van het nummer Liedje voor de massa door Bart Van den Bossche in 2001.

## Huidige bezetting
- Swa Vervoort - Fluit, mondharmonica, accordeon, digitale saxofoon, tamboerijn, zang
- Kris Flameng - Toetsen, zang
- Rob Roeymans - Bas, Elektrische gitaar
- Tim Verbaeten - Drums